# (31829) 1999 XT12
1999 XT12 (asteroide 31829) é um asteroide da cintura principal. Possui uma excentricidade de 0.02908280 e uma inclinação de 10.53639º.
Este asteroide foi descoberto no dia 5 de dezembro de 1999 por LINEAR em Socorro.